# 4310 Stromholm
4310 Stromholm је астероид главног астероидног појаса чија средња удаљеност од Сунца износи 2,160 астрономских јединица (АЈ).
Апсолутна магнитуда астероида је 13,6.